# Enicospilus shiheziensis
Enicospilus shiheziensis är en stekelart som beskrevs av Tang 1990. Enicospilus shiheziensis ingår i släktet Enicospilus och familjen brokparasitsteklar. Inga underarter finns listade i Catalogue of Life.